# Bola de fogo
Na física de partículas, supõe-se que as bolas de fogo sejam hadrons altamente excitados, originando-se de colisões de hadrons e decaindo rapidamente por meio de fortes interações. Uma bola de fogo hadrônica é chamada de desacoplamento químico.

## Modelo de muitas bolas de fogo
Modelos mostraram que a relação entre o número médio de pequenas bolas de fogo k e s½ pode ser obtida, e o momento q-th e a multiplicidade de distribuição em s½ = 2TeV e 40 TeV também podem ser previstos pelo modelo.